# Élections municipales de 2026 dans la Sarthe
Pour un article plus général, voir Élections municipales françaises de 2026.
Les élections municipales dans la Sarthe sont prévues en mars 2026. Cette page ne traite que les communes de 3 000 habitants et plus dans la Sarthe.

## Résultats à l'échelle du département

### Maires sortants et maires élus
| Commune              | Population (en 2022) | Maire sortant(e)        | Parti | Parti | Maire élu(e) | Parti | Parti |
| -------------------- | -------------------- | ----------------------- | ----- | ----- | ------------ | ----- | ----- |
| Allonnes             | 10 740               | Gilles Leproust         |       | PCF   |              |       |       |
| Arnage               | 5 463                | Ève Sans                |       | PS    |              |       |       |
| La Bazoge            | 3 748                | Michel Lalande          |       | DVD   |              |       |       |
| Bonnétable           | 3 721                | Marie-Laure Pléver      |       | SE    |              |       |       |
| Cérans-Foulletourte  | 3 365                | Élisabeth Moussay       |       | DVD   |              |       |       |
| Champagné            | 3 680                | Patrick Desmazières     |       | DVD   |              |       |       |
| Changé               | 6 803                | Yves-Marie Hervé        |       | DVG   |              |       |       |
| Coulaines            | 8 049                | Christophe Rouillon     |       | PS    |              |       |       |
| Écommoy              | 4 818                | Sébastien Gouhier       |       | MoDem |              |       |       |
| La Ferté-Bernard     | 8 769                | Didier Reveau           |       | UDI   |              |       |       |
| La Flèche            | 15 081               | Nadine Grelet-Certenais |       | PS    |              |       |       |
| Guécélard            | 3 200                | Alain Viot              |       | DVG   |              |       |       |
| Laigné-Saint-Gervais | 4 260                | Nathalie Leroy-Duprey   |       | DVD   |              |       |       |
| Le Lude              | 4 016                | Béatrice Latouche       |       | DVD   |              |       |       |
| Mamers               | 5 080                | Frédéric Beauchef       |       | LR    |              |       |       |
| Le Mans              | 145 182              | Stéphane Le Foll        |       | PS    |              |       |       |
| Mayet                | 3 186                | Pierre Ouvrard          |       | DVG   |              |       |       |
| Moncé-en-Belin       | 3 699                | Irène Boyer             |       | DVD   |              |       |       |
| Montval-sur-Loir     | 5 707                | Hervé Roncière          |       | DVD   |              |       |       |
| Mulsanne             | 5 299                | Jean-Yves Lecoq         |       | DVD   |              |       |       |
| Parigné-l'Évêque     | 5 367                | Nathalie Morgant        |       | PS    |              |       |       |
| Ruaudin              | 3 492                | Carole Heulot           |       | DVD   |              |       |       |
| Sablé-sur-Sarthe     | 12 194               | Nicolas Leudière        |       | HOR   |              |       |       |
| Sargé-lès-le-Mans    | 3 865                | Marcel Mortreau         |       | DVD   |              |       |       |
| Savigné-l'Évêque     | 4 042                | Isabelle Lemeunier      |       | DVG   |              |       |       |
| La Suze-sur-Sarthe   | 4 628                | Emmanuel d'Aillières    |       | DVD   |              |       |       |
| Teloché              | 3 043                | Gérard Lambert          |       | DVG   |              |       |       |
| Yvré-l'Évêque        | 4 187                | Damienne Fleury         |       | DVG   |              |       |       |

### Résultats en nombre de maires
| Partis       | Partis                               | Maires sortants | Maires élus | Évolution |
| ------------ | ------------------------------------ | --------------- | ----------- | --------- |
|              | Divers droite                        | 11              |             |           |
|              | Les Républicains                     | 1               |             |           |
| Total droite | Total droite                         | 12              |             |           |
|              | Divers gauche                        | 6               |             |           |
|              | Parti socialiste                     | 5               |             |           |
|              | Parti communiste français            | 1               |             |           |
| Total gauche | Total gauche                         | 12              |             |           |
|              | Horizons                             | 1               |             |           |
|              | Mouvement démocrate                  | 1               |             |           |
|              | Union des démocrates et indépendants | 1               |             |           |
| Total centre | Total centre                         | 3               |             |           |
|              | Sans étiquette                       | 2               |             |           |
| Total        | Total                                | 28              | 28          | -         |

## Résultats dans les communes de plus de 3 000 habitants

### Allonnes
- Maire sortant : Gilles Leproust (PCF)
- 33 sièges à pourvoir au conseil municipal (population légale 2022 : 10 740 habitants)
- 7 sièges à pourvoir au conseil communautaire (Le Mans Métropole)

| Tête de liste | Tête de liste | Parti(s) | Nuance | Premier tour | Premier tour | Second tour | Second tour | Sièges | Sièges |
| Tête de liste | Tête de liste | Parti(s) | Nuance | Voix         | %            | Voix        | %           | CM     | CC     |
| ------------- | ------------- | -------- | ------ | ------------ | ------------ | ----------- | ----------- | ------ | ------ |

### Arnage
- Maire sortante : Ève Sans (PS)
- 29 sièges à pourvoir au conseil municipal (population légale 2022 : 5 463 habitants)
- 3 sièges à pourvoir au conseil communautaire (Le Mans Métropole)

| Tête de liste | Tête de liste | Parti(s) | Nuance | Premier tour | Premier tour | Second tour | Second tour | Sièges | Sièges |
| Tête de liste | Tête de liste | Parti(s) | Nuance | Voix         | %            | Voix        | %           | CM     | CC     |
| ------------- | ------------- | -------- | ------ | ------------ | ------------ | ----------- | ----------- | ------ | ------ |

### La Bazoge
- Maire sortant : Michel Lalande (SE), ne se représente pas[2].
- 27 sièges à pourvoir au conseil municipal (population légale 2022 : 3 748 habitants)
- 6 sièges à pourvoir au conseil communautaire (CC Maine Cœur de Sarthe)

| Tête de liste | Tête de liste | Parti(s) | Nuance | Premier tour | Premier tour | Second tour | Second tour | Sièges | Sièges |
| Tête de liste | Tête de liste | Parti(s) | Nuance | Voix         | %            | Voix        | %           | CM     | CC     |
| ------------- | ------------- | -------- | ------ | ------------ | ------------ | ----------- | ----------- | ------ | ------ |

### Bonnétable
- Maire sortante : Marie-Laure Pléver (SE)
- 27 sièges à pourvoir au conseil municipal (population légale 2022 : 3 721 habitants)
- 7 sièges à pourvoir au conseil communautaire (CC Maine Saosnois)

| Tête de liste            | Tête de liste      | Parti(s) | Nuance | Premier tour | Premier tour | Second tour | Second tour | Sièges | Sièges |
| Tête de liste            | Tête de liste      | Parti(s) | Nuance | Voix         | %            | Voix        | %           | CM     | CC     |
| ------------------------ | ------------------ | -------- | ------ | ------------ | ------------ | ----------- | ----------- | ------ | ------ |
|                          | Franck Hiltenbrand | SE       |        |              |              |             |             |        |        |
|                          |                    |          |        |              |              |             |             |        |        |
| Exprimés                 |                    |          |        |              |              |             |             |        |        |
| Votes blancs             |                    |          |        |              |              |             |             |        |        |
| Votes nuls               |                    |          |        |              |              |             |             |        |        |
| Total                    | Total              | Total    | Total  |              | 100          |             | 100         | 27     | 7      |
| Absentions               |                    |          |        |              |              |             |             |        |        |
| Inscrits / participation |                    |          |        |              |              |             |             |        |        |

### Cérans-Foulletourte
- Maire sortante : Élisabeth Moussay (DVD)
- 23 sièges à pourvoir au conseil municipal (population légale 2022 : 3 365 habitants)
- 5 sièges à pourvoir au conseil communautaire (CC du Val de Sarthe)

| Tête de liste | Tête de liste | Parti(s) | Nuance | Premier tour | Premier tour | Second tour | Second tour | Sièges | Sièges |
| Tête de liste | Tête de liste | Parti(s) | Nuance | Voix         | %            | Voix        | %           | CM     | CC     |
| ------------- | ------------- | -------- | ------ | ------------ | ------------ | ----------- | ----------- | ------ | ------ |

### Champagné
- Maire sortant : Patrick Desmazières (DVD)
- 27 sièges à pourvoir au conseil municipal (population légale 2022 : 3 680 habitants)
- 2 sièges à pourvoir au conseil communautaire (Le Mans Métropole)

| Tête de liste            | Tête de liste        | Parti(s) | Nuance | Premier tour | Premier tour | Second tour | Second tour | Sièges | Sièges |
| Tête de liste            | Tête de liste        | Parti(s) | Nuance | Voix         | %            | Voix        | %           | CM     | CC     |
| ------------------------ | -------------------- | -------- | ------ | ------------ | ------------ | ----------- | ----------- | ------ | ------ |
|                          | Patrick Desmazières, | DVD      |        |              |              |             |             |        |        |
|                          |                      |          |        |              |              |             |             |        |        |
| Exprimés                 |                      |          |        |              |              |             |             |        |        |
| Votes blancs             |                      |          |        |              |              |             |             |        |        |
| Votes nuls               |                      |          |        |              |              |             |             |        |        |
| Total                    | Total                | Total    | Total  |              | 100          |             | 100         | 27     | 2      |
| Absentions               |                      |          |        |              |              |             |             |        |        |
| Inscrits / participation |                      |          |        |              |              |             |             |        |        |

### Changé
- Maire sortant : Yves-Marie Hervé (DVG)
- 29 sièges à pourvoir au conseil municipal (population légale 2022 : 6 803 habitants)
- 12 sièges à pourvoir au conseil communautaire (CC du Sud-Est du Pays Manceau)

| Tête de liste | Tête de liste | Parti(s) | Nuance | Premier tour | Premier tour | Second tour | Second tour | Sièges | Sièges |
| Tête de liste | Tête de liste | Parti(s) | Nuance | Voix         | %            | Voix        | %           | CM     | CC     |
| ------------- | ------------- | -------- | ------ | ------------ | ------------ | ----------- | ----------- | ------ | ------ |

### Coulaines
- Maire sortant : Christophe Rouillon (PS)
- 29 sièges à pourvoir au conseil municipal (population légale 2022 : 8 049 habitants)
- 5 sièges à pourvoir au conseil communautaire (Le Mans Métropole)

| Tête de liste | Tête de liste | Parti(s) | Nuance | Premier tour | Premier tour | Second tour | Second tour | Sièges | Sièges |
| Tête de liste | Tête de liste | Parti(s) | Nuance | Voix         | %            | Voix        | %           | CM     | CC     |
| ------------- | ------------- | -------- | ------ | ------------ | ------------ | ----------- | ----------- | ------ | ------ |

### Écommoy
- Maire sortant : Sébastien Gouhier (MoDem)
- 27 sièges à pourvoir au conseil municipal (population légale 2022 : 4 818 habitants)
- 7 sièges à pourvoir au conseil communautaire (CC d'Orée de Bercé - Belinois)

| Tête de liste            | Tête de liste      | Parti(s) | Nuance | Premier tour | Premier tour | Second tour | Second tour | Sièges | Sièges |
| Tête de liste            | Tête de liste      | Parti(s) | Nuance | Voix         | %            | Voix        | %           | CM     | CC     |
| ------------------------ | ------------------ | -------- | ------ | ------------ | ------------ | ----------- | ----------- | ------ | ------ |
|                          | Sébastien Gouhier, | MoDem    |        |              |              |             |             |        |        |
|                          |                    |          |        |              |              |             |             |        |        |
| Exprimés                 |                    |          |        |              |              |             |             |        |        |
| Votes blancs             |                    |          |        |              |              |             |             |        |        |
| Votes nuls               |                    |          |        |              |              |             |             |        |        |
| Total                    | Total              | Total    | Total  |              | 100          |             | 100         | 27     | 7      |
| Absentions               |                    |          |        |              |              |             |             |        |        |
| Inscrits / participation |                    |          |        |              |              |             |             |        |        |

### La Ferté-Bernard
- Maire sortant : Didier Reveau (UDI)
- 29 sièges à pourvoir au conseil municipal (population légale 2022 : 8 769 habitants)
- 16 sièges à pourvoir au conseil communautaire (CC du Pays de l'Huisne Sarthoise)

| Tête de liste | Tête de liste | Parti(s) | Nuance | Premier tour | Premier tour | Second tour | Second tour | Sièges | Sièges |
| Tête de liste | Tête de liste | Parti(s) | Nuance | Voix         | %            | Voix        | %           | CM     | CC     |
| ------------- | ------------- | -------- | ------ | ------------ | ------------ | ----------- | ----------- | ------ | ------ |

### La Flèche
- Maire sortante : Nadine Grelet-Certenais (PS)
- 33 sièges à pourvoir au conseil municipal (population légale 2022 : 15 081 habitants)
- 22 sièges à pourvoir au conseil communautaire (CC du Pays Fléchois)

| Tête de liste | Tête de liste | Parti(s) | Nuance | Premier tour | Premier tour | Second tour | Second tour | Sièges | Sièges |
| Tête de liste | Tête de liste | Parti(s) | Nuance | Voix         | %            | Voix        | %           | CM     | CC     |
| ------------- | ------------- | -------- | ------ | ------------ | ------------ | ----------- | ----------- | ------ | ------ |

### Guécélard
- Maire sortant : Alain Viot (DVG)
- 23 sièges à pourvoir au conseil municipal (population légale 2022 : 3 200 habitants)
- 5 sièges à pourvoir au conseil communautaire (CC du Val de Sarthe)

| Tête de liste | Tête de liste | Parti(s) | Nuance | Premier tour | Premier tour | Second tour | Second tour | Sièges | Sièges |
| Tête de liste | Tête de liste | Parti(s) | Nuance | Voix         | %            | Voix        | %           | CM     | CC     |
| ------------- | ------------- | -------- | ------ | ------------ | ------------ | ----------- | ----------- | ------ | ------ |

### Laigné-Saint-Gervais
- Maire sortante : Nathalie Leroy-Duprey (DVD), ne se représente pas[2].
- 29 sièges à pourvoir au conseil municipal (population légale 2022 : 4 260 habitants)
- 6 sièges à pourvoir au conseil communautaire (CC d'Orée de Bercé - Belinois)

| Tête de liste            | Tête de liste | Parti(s) | Nuance | Premier tour | Premier tour | Second tour | Second tour | Sièges | Sièges |
| Tête de liste            | Tête de liste | Parti(s) | Nuance | Voix         | %            | Voix        | %           | CM     | CC     |
| ------------------------ | ------------- | -------- | ------ | ------------ | ------------ | ----------- | ----------- | ------ | ------ |
|                          | Anne Grès     | DVD      |        |              |              |             |             |        |        |
|                          |               |          |        |              |              |             |             |        |        |
| Exprimés                 |               |          |        |              |              |             |             |        |        |
| Votes blancs             |               |          |        |              |              |             |             |        |        |
| Votes nuls               |               |          |        |              |              |             |             |        |        |
| Total                    | Total         | Total    | Total  |              | 100          |             | 100         | 29     | 6      |
| Absentions               |               |          |        |              |              |             |             |        |        |
| Inscrits / participation |               |          |        |              |              |             |             |        |        |

### Le Lude
- Maire sortante : Béatrice Latouche (DVD)
- 29 sièges à pourvoir au conseil municipal (population légale 2022 : 4 016 habitants)
- 7 sièges à pourvoir au conseil communautaire (CC Sud Sarthe)

| Tête de liste            | Tête de liste      | Parti(s) | Nuance | Premier tour | Premier tour | Second tour | Second tour | Sièges | Sièges |
| Tête de liste            | Tête de liste      | Parti(s) | Nuance | Voix         | %            | Voix        | %           | CM     | CC     |
| ------------------------ | ------------------ | -------- | ------ | ------------ | ------------ | ----------- | ----------- | ------ | ------ |
|                          | Béatrice Latouche, | DVD      |        |              |              |             |             |        |        |
|                          |                    |          |        |              |              |             |             |        |        |
| Exprimés                 |                    |          |        |              |              |             |             |        |        |
| Votes blancs             |                    |          |        |              |              |             |             |        |        |
| Votes nuls               |                    |          |        |              |              |             |             |        |        |
| Total                    | Total              | Total    | Total  |              | 100          |             | 100         | 29     | 7      |
| Absentions               |                    |          |        |              |              |             |             |        |        |
| Inscrits / participation |                    |          |        |              |              |             |             |        |        |

### Mamers
- Maire sortant : Frédéric Beauchef (LR)
- 29 sièges à pourvoir au conseil municipal (population légale 2022 : 5 080 habitants)
- 10 sièges à pourvoir au conseil communautaire (CC Maine Saosnois)

| Tête de liste            | Tête de liste      | Parti(s) | Nuance | Premier tour | Premier tour | Second tour | Second tour | Sièges | Sièges |
| Tête de liste            | Tête de liste      | Parti(s) | Nuance | Voix         | %            | Voix        | %           | CM     | CC     |
| ------------------------ | ------------------ | -------- | ------ | ------------ | ------------ | ----------- | ----------- | ------ | ------ |
|                          | Frédéric Beauchef, | LR       |        |              |              |             |             |        |        |
|                          |                    |          |        |              |              |             |             |        |        |
| Exprimés                 |                    |          |        |              |              |             |             |        |        |
| Votes blancs             |                    |          |        |              |              |             |             |        |        |
| Votes nuls               |                    |          |        |              |              |             |             |        |        |
| Total                    | Total              | Total    | Total  |              | 100          |             | 100         | 29     | 10     |
| Absentions               |                    |          |        |              |              |             |             |        |        |
| Inscrits / participation |                    |          |        |              |              |             |             |        |        |

### Le Mans
- Maire sortant : Stéphane Le Foll (PS)
- 55 sièges à pourvoir au conseil municipal (population légale 2022 : 145 182 habitants)
- 37 sièges à pourvoir au conseil communautaire (Le Mans Métropole)

| Tête de liste            | Tête de liste    | Parti(s) | Nuance | Premier tour | Premier tour | Second tour | Second tour | Sièges | Sièges |
| Tête de liste            | Tête de liste    | Parti(s) | Nuance | Voix         | %            | Voix        | %           | CM     | CC     |
| ------------------------ | ---------------- | -------- | ------ | ------------ | ------------ | ----------- | ----------- | ------ | ------ |
|                          | Anne-Marie Olivo | PCF      |        |              |              |             |             |        |        |
|                          | À déterminer     | RN       |        |              |              |             |             |        |        |
|                          |                  |          |        |              |              |             |             |        |        |
| Exprimés                 |                  |          |        |              |              |             |             |        |        |
| Votes blancs             |                  |          |        |              |              |             |             |        |        |
| Votes nuls               |                  |          |        |              |              |             |             |        |        |
| Total                    | Total            | Total    | Total  |              | 100          |             | 100         | 55     | 37     |
| Absentions               |                  |          |        |              |              |             |             |        |        |
| Inscrits / participation |                  |          |        |              |              |             |             |        |        |

### Mayet
- Maire sortant : Pierre Ouvrard (DVG)
- 23 sièges à pourvoir au conseil municipal (population légale 2022 : 3 186 habitants)
- 5 sièges à pourvoir au conseil communautaire (CC Sud Sarthe)

| Tête de liste | Tête de liste | Parti(s) | Nuance | Premier tour | Premier tour | Second tour | Second tour | Sièges | Sièges |
| Tête de liste | Tête de liste | Parti(s) | Nuance | Voix         | %            | Voix        | %           | CM     | CC     |
| ------------- | ------------- | -------- | ------ | ------------ | ------------ | ----------- | ----------- | ------ | ------ |

### Moncé-en-Belin
- Maire sortante : Irène Boyer (DVD)
- 27 sièges à pourvoir au conseil municipal (population légale 2022 : 3 699 habitants)
- 5 sièges à pourvoir au conseil communautaire (CC d'Orée de Bercé - Belinois)

| Tête de liste | Tête de liste | Parti(s) | Nuance | Premier tour | Premier tour | Second tour | Second tour | Sièges | Sièges |
| Tête de liste | Tête de liste | Parti(s) | Nuance | Voix         | %            | Voix        | %           | CM     | CC     |
| ------------- | ------------- | -------- | ------ | ------------ | ------------ | ----------- | ----------- | ------ | ------ |

### Montval-sur-Loir
- Maire sortant : Hervé Roncière (DVD)
- 33 sièges à pourvoir au conseil municipal (population légale 2022 : 5 707 habitants)
- 9 sièges à pourvoir au conseil communautaire (CC Loir-Lucé-Bercé)

| Tête de liste | Tête de liste | Parti(s) | Nuance | Premier tour | Premier tour | Second tour | Second tour | Sièges | Sièges |
| Tête de liste | Tête de liste | Parti(s) | Nuance | Voix         | %            | Voix        | %           | CM     | CC     |
| ------------- | ------------- | -------- | ------ | ------------ | ------------ | ----------- | ----------- | ------ | ------ |

### Mulsanne
- Maire sortant : Jean-Yves Lecoq (DVD)
- 29 sièges à pourvoir au conseil municipal (population légale 2022 : 5 299 habitants)
- 3 sièges à pourvoir au conseil communautaire (Le Mans Métropole)

| Tête de liste | Tête de liste | Parti(s) | Nuance | Premier tour | Premier tour | Second tour | Second tour | Sièges | Sièges |
| Tête de liste | Tête de liste | Parti(s) | Nuance | Voix         | %            | Voix        | %           | CM     | CC     |
| ------------- | ------------- | -------- | ------ | ------------ | ------------ | ----------- | ----------- | ------ | ------ |

### Parigné-l'Évêque
- Maire sortante : Nathalie Morgant (PS)
- 27 sièges à pourvoir au conseil municipal (population légale 2022 : 5 367 habitants)
- 9 sièges à pourvoir au conseil communautaire (CC Sud-Est du Pays Manceau)

| Tête de liste            | Tête de liste     | Parti(s) | Nuance | Premier tour | Premier tour | Second tour | Second tour | Sièges | Sièges |
| Tête de liste            | Tête de liste     | Parti(s) | Nuance | Voix         | %            | Voix        | %           | CM     | CC     |
| ------------------------ | ----------------- | -------- | ------ | ------------ | ------------ | ----------- | ----------- | ------ | ------ |
|                          | Nathalie Morgant, | PS       |        |              |              |             |             |        |        |
|                          | Olivier Rivière   | SE       |        |              |              |             |             |        |        |
|                          |                   |          |        |              |              |             |             |        |        |
| Exprimés                 |                   |          |        |              |              |             |             |        |        |
| Votes blancs             |                   |          |        |              |              |             |             |        |        |
| Votes nuls               |                   |          |        |              |              |             |             |        |        |
| Total                    | Total             | Total    | Total  |              | 100          |             | 100         | 27     | 9      |
| Absentions               |                   |          |        |              |              |             |             |        |        |
| Inscrits / participation |                   |          |        |              |              |             |             |        |        |

### Ruaudin
- Maire sortante : Carole Heulot (DVD)
- 23 sièges à pourvoir au conseil municipal (population légale 2022 : 3 492 habitants)
- 2 sièges à pourvoir au conseil communautaire (Le Mans Métropole)

| Tête de liste | Tête de liste | Parti(s) | Nuance | Premier tour | Premier tour | Second tour | Second tour | Sièges | Sièges |
| Tête de liste | Tête de liste | Parti(s) | Nuance | Voix         | %            | Voix        | %           | CM     | CC     |
| ------------- | ------------- | -------- | ------ | ------------ | ------------ | ----------- | ----------- | ------ | ------ |

### Sablé-sur-Sarthe
- Maire sortant : Nicolas Leudière (HOR)
- 33 sièges à pourvoir au conseil municipal (population légale 2022 : 12 194 habitants)
- 16 sièges à pourvoir au conseil communautaire (CC du Pays Sabolien)

| Tête de liste | Tête de liste | Parti(s) | Nuance | Premier tour | Premier tour | Second tour | Second tour | Sièges | Sièges |
| Tête de liste | Tête de liste | Parti(s) | Nuance | Voix         | %            | Voix        | %           | CM     | CC     |
| ------------- | ------------- | -------- | ------ | ------------ | ------------ | ----------- | ----------- | ------ | ------ |

### Sargé-lès-le-Mans
- Maire sortant : Marcel Mortreau (DVD)
- 27 sièges à pourvoir au conseil municipal (population légale 2022 : 3 865 habitants)
- 2 sièges à pourvoir au conseil communautaire (Le Mans Métropole)

| Tête de liste | Tête de liste | Parti(s) | Nuance | Premier tour | Premier tour | Second tour | Second tour | Sièges | Sièges |
| Tête de liste | Tête de liste | Parti(s) | Nuance | Voix         | %            | Voix        | %           | CM     | CC     |
| ------------- | ------------- | -------- | ------ | ------------ | ------------ | ----------- | ----------- | ------ | ------ |

### Savigné-l'Évêque
- Maire sortante : Isabelle Lemeunier (DVG)
- 27 sièges à pourvoir au conseil municipal (population légale 2022 : 4 042 habitants)
- 5 sièges à pourvoir au conseil communautaire (Le Gesnois Bilurien)

| Tête de liste | Tête de liste | Parti(s) | Nuance | Premier tour | Premier tour | Second tour | Second tour | Sièges | Sièges |
| Tête de liste | Tête de liste | Parti(s) | Nuance | Voix         | %            | Voix        | %           | CM     | CC     |
| ------------- | ------------- | -------- | ------ | ------------ | ------------ | ----------- | ----------- | ------ | ------ |

### La Suze-sur-Sarthe
- Maire sortant : Emmanuel d'Aillières (DVD)
- 27 sièges à pourvoir au conseil municipal (population légale 2022 : 4 628 habitants)
- 6 sièges à pourvoir au conseil communautaire (CC du Val de Sarthe)

| Tête de liste            | Tête de liste         | Parti(s) | Nuance | Premier tour | Premier tour | Second tour | Second tour | Sièges | Sièges |
| Tête de liste            | Tête de liste         | Parti(s) | Nuance | Voix         | %            | Voix        | %           | CM     | CC     |
| ------------------------ | --------------------- | -------- | ------ | ------------ | ------------ | ----------- | ----------- | ------ | ------ |
|                          | Emmanuel d'Aillières, | DVD      |        |              |              |             |             |        |        |
|                          |                       |          |        |              |              |             |             |        |        |
| Exprimés                 |                       |          |        |              |              |             |             |        |        |
| Votes blancs             |                       |          |        |              |              |             |             |        |        |
| Votes nuls               |                       |          |        |              |              |             |             |        |        |
| Total                    | Total                 | Total    | Total  |              | 100          |             | 100         | 27     | 6      |
| Absentions               |                       |          |        |              |              |             |             |        |        |
| Inscrits / participation |                       |          |        |              |              |             |             |        |        |

### Teloché
- Maire sortant : Gérard Lambert (DVG)
- 23 sièges à pourvoir au conseil municipal (population légale 2022 : 3 043 habitants)
- 4 sièges à pourvoir au conseil communautaire (CC d'Orée de Bercé - Belinois)

| Tête de liste | Tête de liste | Parti(s) | Nuance | Premier tour | Premier tour | Second tour | Second tour | Sièges | Sièges |
| Tête de liste | Tête de liste | Parti(s) | Nuance | Voix         | %            | Voix        | %           | CM     | CC     |
| ------------- | ------------- | -------- | ------ | ------------ | ------------ | ----------- | ----------- | ------ | ------ |

### Yvré-l'Évêque
- Maire sortante : Damienne Fleury (DVG)
- 27 sièges à pourvoir au conseil municipal (population légale 2022 : 4 187 habitants)
- 3 sièges à pourvoir au conseil communautaire (Le Mans Métropole)

| Tête de liste | Tête de liste | Parti(s) | Nuance | Premier tour | Premier tour | Second tour | Second tour | Sièges | Sièges |
| Tête de liste | Tête de liste | Parti(s) | Nuance | Voix         | %            | Voix        | %           | CM     | CC     |
| ------------- | ------------- | -------- | ------ | ------------ | ------------ | ----------- | ----------- | ------ | ------ |